# Casós
Casós es un pueblo del municipio de el Pont de Suert, en la Alta Ribagorza. Formó parte del término de Llesp hasta su incorporación a el Pont de Suert en 1968. Forma un pequeño enclave, que se ajusta al territorio de la población, dentro del término de Vilaller.

## Descripción
En la propuesta derivada del informe popularmente denominado Informe Roca, se preveía integrar este enclave y el de la Artiga en el término municipal de Vilaller, segregándolos del de el Pont de Suert. Igualmente con las poblaciones de Sarroqueta y Viuet. Al mismo tiempo, el municipio de Vilaller pasaría a denominarse Vilaller y Valle de Barrabés.
La localidad está a unos 2 km por carretera local, al noreste de Vilaller, desde donde se llega con facilidad.
Su iglesia está dedicada a san Román; es románica. En el entorno hay otra iglesia románica: San Salvador de Casós. Sin embargo, esta segunda iglesia ya está dentro del término de Vilaller.

## Historia
El lugar es mencionado en el censo de 1381, con 3 focos (cerca de 15 habitantes). Pertenecía en aquel momento al obispo de Lérida.
Casós tuvo ayuntamiento propio desde la formación de los ayuntamientos modernos a partir de la promulgación de la Constitución de Cádiz, y lo mantuvo hasta 1847, año en que se vio obligado a unirse a Vilaller, al no llegar a los 30 vecinos (cabezas de familia) que exigía la nueva ley municipal aprobada dos años antes. Asimismo, en una circular de estadística de 1857 ya aparece como perteneciente al ayuntamiento de Llesp.
Pascual Madoz, en su Diccionario geográfico... de 1849 describió la población diciendo que es en las vertietnes de una montaña que le defendía de los vientos del oeste y del norte, y que tenía un clima frío, pero saludable. El pueblo, según él, estaba formado por cuatro casas de una sola planta, con iglesia dedicada a San Salvador que dependía de la parroquia de Vilaller. Menciona la fuente de la Cadosa como el lugar de donde sacan una agua excelente los habitantes de Casós.
El terreno de Casós era en general de mala calidad, e inclinado hasta el río. Esto hace que las lluvias se llevaran fácilmente la tierra y quedara la roca pelada. Cerca del río sí que es de más buena calidad. Hay algunos prados de regadío, así como bosques de robres, fresnos y matorrales. Se cogía centeno, legumbres y patatas, además de los pastos. Se criaba ganado de lana y había caza de perdices y liebres. Constituían el pueblo 4 vecinos y 16 habitantes.
En 1970 tenía todavía 20 habitantes, que quedaron reducidos a 12 en 1981 y a 8 en 2006.